# Тимофеев, Анатолий Георгиевич
Анатолий Георгиевич Тимофеев (род. 23 ноября 1941 года) — советский и российский тренер по лёгкой атлетике. Мастер спорта СССР по лёгкой атлетике (1968). Заслуженный работник физической культуры Российской Федерации (1992). Заслуженный тренер России (1997). Почётный гражданин Новочеркасска (2015).

## Биография
Анатолий Георгиевич Тимофеев родился 23 ноября 1941 года в поселке Никологоры Владимирской области. В 1959 году закончил Никологородскую среднюю школу. Женат на Александре Васильевне Тимофеевой.
В 1962 году окончил Лермонтовский лесотехнический техникум и стал работать мастером деревообрабатывающего цеха одного из волгоградских заводов. С 1962 по 1965 год служил в Советской Армии (СКА г. Ростов-на-Дону). В 1969 году окончил факультет «физического воспитания» Ростовского государственного педагогического университета, после чего стал преподавателем кафедры физвоспитания Новочеркасского политехнического института. В 1971 году стал чемпионом Спартакиады народов РСФСР.
С начала 1990-х годов Анатолий Георгиевич является спортивным обозревателем городских СМИ.
В 2014 году был факелоносцем этапа эстафеты Олимпийского огня по городу Новочеркасску.
Наиболее известными спортсменами среди воспитанников Анатолия Георгиевича являются:
- Олег Фатун — двукратный бронзовый призёр Игр Доброй воли (1990, 1994), чемпион России 1993 года[7],
- Светлана Гончаренко — бронзовый призёр Олимпийских игр 2000 года, чемпионка мира 1999 года, трёхкратная чемпионка мира в помещении (1995, 1997, 1999), двукратная чемпионка Европы в помещении (1994, 1998),
- Ирина Росихина — двукратная чемпионка Европы в помещении (2000, 2005), бронзовый призёр чемпионата мира 2001 года, двукратная чемпионка России (2001, 2003), трёхкратная чемпионка России в помещении (1998, 2000, 2001)[8].

## Награды и звания
- Звание «Лучший тренер Дона» — за подготовку мастеров спорта, чемпионов и рекордсменов страны и области (1979).
- Звание «Судья республиканской категории по легкой атлетике» (1979).
- Заслуженный работник физической культуры Российской Федерации (1992)[9].
- Заслуженный тренер России (1997).
- Медаль ЮРГПУ «За заслуги перед университетом» (2007).
- Знак «75 лет Ростовской области» (2012).
- Почётный гражданин Новочеркасска (2015)[10][11][12].